# Massimo Bulleri
Massimo Bulleri (Cecina, 10 settembre 1977) è un ex cestista e allenatore di pallacanestro italiano, coach  della Dinamo Sassari.
Soprannominato Bullo, è alto 188 centimetri e pesa 83 chilogrammi. Giocava prevalentemente da playmaker, ma all'occorrenza anche come guardia. Ha inoltre giocato nella nazionale italiana.

## Carriera

### Club
Comincia a giocare a pallacanestro all'età di cinque anni, seguendo le orme del fratello Simone. Pochi anni dopo vince il suo primo trofeo con il Basket Cecina.
In seguito, nel 1990 si inserisce nel vivaio del Pallacanestro Livorno dove vince il titolo provinciale e regionale della categoria Ragazzi; si guadagna così la prima chiamata in Nazionale cadetti ed è proprio con la maglia azzurra che il Bullo dimostra il suo grande talento, tanto che nel 1994 viene chiamato a far parte della squadra Juniores della Pallacanestro Treviso.
Per tre anni, dal 1996 al 1999, viene mandato a fare esperienza nelle categorie inferiori (le sue tappe sono Ozzano dell'Emilia, Mestre e Forlì).
Ritorna all'ovile nel 1999, ed entra, a pieno titolo, nella rosa dei dieci giocatori della Pallacanestro Treviso, giocando la sua prima stagione completa in Serie A1 nella quale conquista la sua prima Coppa Italia; vince anche la Coppa Saporta 1998-99.
Il 22 novembre 2000 esordisce con la Nazionale maggiore, mettendo a segno 19 punti.
La stagione 2001-2002 lo consacra protagonista sia in campionato che in Eurolega. Vince due scudetti consecutivi nel 2001-02 e 2002-03, altre tre Coppe Italia (2003, 2004 e 2005) e due Supercoppe Italiane (2001 e 2002).
Alle Final 4 di Eurolega con la Benetton Treviso batte in semifinale la Montepaschi Siena, segnando un tiro decisivo da 3 punti. In realtà, avendo pestato la linea, il tiro sarebbe stato da 2 punti, ma la svista degli arbitri consente l'accesso alla finale per i trevigiani, poi sconfitti dai padroni di casa del Barcelona.
Nel 2005, scaduto il contratto con la Pallacanestro Treviso, approda all'Olimpia Milano.
Il 3 dicembre 2007 a causa di divergenze con la società, viene ceduto in prestito alla Virtus Pallacanestro Bologna. A fine stagione rientra a Milano, ma nel febbraio del 2009 viene ceduto in prestito alla Pallacanestro Treviso perché non rientra più nei piani della società.
Ritorna nuovamente all'Olimpia Milano nella stagione 2009-10, per tornare poi definitivamente a Treviso dalla stagione successiva. A Treviso viene anche nominato capitano.
Il 31 luglio 2012 firma per la Givova Scafati, ma il successivo 28 settembre, su richiesta del giocatore, il contratto è rescisso consensualmente. Il 3 ottobre 2012, infine,  la Reyer Venezia annuncia l'ingaggio di Bulleri. Dal 12 luglio 2013 milita nella New Basket Brindisi
A luglio 2015 passa alla Basket Ferentino . Nell'estate 2016 partecipa al ritiro estivo della Openjobmetis Varese, e firma un contratto annuale dopo essere stato confermato dallo staff varesino per disputare la stagione 2016-17 ; questa sarà la sua ultima da giocatore, in quanto il 26 aprile 2017 annuncia l'intenzione di volersi ritirare al termine del campionato.
Gioca la sua ultima partita il 7 maggio 2017 a Torino.
Dal 1995 ha collezionato nei campionati professionistici oltre 500 partite giocate segnando più di 5000 punti.

### Nazionale
Con la nazionale ha esordito a Vilnius il 22 novembre 2000 contro la Lituania (85-80). In totale ha collezionato 127 presenze e 1063 punti.
Con la maglia azzurra ha conquistato un bronzo agli Europei del 2003 e un argento alle Olimpiadi di Atene 2004.
Ha inoltre disputato l'Europeo Juniores di Tel Aviv 1994, il Campionato Mondiale Juniores di Larissa 1995, le Olimpiadi Militari di Zagabria 1999, i Giochi del Mediterraneo di Tunisi 2001, il Campionato Europeo 2003, il Campionato Europeo 2005, il Campionato Europeo 2007 e le qualificazioni agli Campionato Europeo 2009.

## Palmarès

### Club
- Campionato italiano: 2

 Pall. Treviso: 2001-02, 2002-03
- Coppa Italia: 4

 Pall. Treviso: 2000, 2003, 2004, 2005
- Supercoppa italiana: 2

 Pall. Treviso: 2001, 2002
- Coppa Saporta: 1

 Pall. Treviso:1998-99

### Nazionale
- Olimpiadi:
 Atene 2004
- Europei: 
 Svezia 2003
- Giochi del Mediterraneo: 
 Tunisi 2001

### Individuale
- MVP Serie A: 2

 Pall. Treviso: 2002-2003, 2004-2005
- MVP Coppa Italia Serie A: 1

 Pall. Treviso: 2005